# Pealius madeirensis
Pealius madeirensis là một loài côn trùng cánh nửa trong họ Aleyrodidae, phân họ Aleyrodinae. Pealius madeirensis được Martin, Aguiar & Pita miêu tả khoa học đầu tiên năm 1996.